# مسجد حکیم
مسجد حکیم یا مسجد جورجیر از مساجد چهارایوانی مربوط به پایان دوره صفوی در منطقه قدیمی باب‌الدشت اصفهان در انتهای بازار رنگرزان جای گرفته‌است. این مسجد و در دورهٔ شاه عباس دوم به دست پزشک او حکیم محمد داوود در محل ویرانه‌های مسجد جامع دیلمی جورجیر یا مسجد صاحب اسماعیل بن عباد از قرن چهارم هجری بنا شده‌است.
کتیبه‌های سردرها و ایوان‌های داخل این مسجد به سال‌های ۱۰۶۷ تا ۱۰۷۳ هجری قمری مورخ است و آن‌ها را محمدرضا امامی خوشنویس معروف عصر صفویه نوشته‌است. سردر مسجد جوجیر در شمال غربی این مسجد قرار دارد. مسجد دیلمی جورجیر «مسجد جامع صغیر» نام داشته و در نیمهٔ دوم قرن چهارم هجری مسجدی زیبا و باشکوه بوده‌است.
این مسجد در دوره صفوی به دست کیم داوود معروف به تقرب خان (پزشک شاه عباس دوم و شاه صفی) و در سال 1067-1073 ساخته شده است. مسجد سید (به لحاظ بانی شخصی داشتن و وسعت و ارزشمندی بنا)  شباهت هایی به مسجد حکیم دارد.
این بنا 8 هزار متر مربع مساحت دارد و از آن تحت عنوان مسجد مورد استفاده و بهره برداری قرار گرفته است.

## نام‌ها و دلایل نامگذاری
بانی آن حکیم محمد داود ملقب به تقرب خان، پزشک شاه عباس دوم و شاه صفی بوده و بدین سبب، مسجد به حکیم شهرت یافته و چون در محله قدیمی جورجیر، در محل مسجدی از قرن چهارم معروف به مسجد جوءجوء یا جورجیر که صاحب بن عباد آن را بنا کرده بود، ساخته شد، مسجد جورجیر نیز نامیده شده‌است.

## دیرینگی
بنای مسجد، بر اساس کتیبه سردر شرقی آن، در ۱۰۶۷ آغاز شده و بنابر کتیبه سردر شمالی، در ۱۰۷۳ پایان یافته‌است.

## توصیف بنا
مسجد حکیم، با نقشه‌ای نامنتظم، در حدود ۸۰۰۰ مترمربع وسعت دارد. این بنا -که مانند بسیاری از بناهای دوره صفویه از آجر ساخته شده-از نوع مساجد چهار ایوانی است.
این مسجد، از نوع مساجد بدون مناره و گنبد برجسته و بزرگ است که مسجد سید از دوره قاجار مشابه آن محسوب می‌شود.
مسجد حکیم از آخرین آثار دوره صفوی است و شاید از دیدگاه پژوهشگران غربی، در مقایسه با مسجد جامع عباسی و شیخ لطف‌اللّه نمونه‌ای یأس‌آور باشد؛ اما این مسجد با نگاهی معمارانه، به سبب نمایش شکوهمند طرح چهار ایوانی در مقیاسی بزرگ و داشتن آجرکاری، کاشی‌کاری، گره‌کشی و به‌ویژه خط بنّایی، در زمره آثار برجسته آن دوران، در خور ارزیابی است.

### سردر ورودی‌ها
این مسجد، سه ورودی اصلی دارد. سردر شرقی به شکل پنج ضلعی، با دو سکو در دو طرف، کتیبه‌ای با اشعار فارسی، مقرنس کاری در قوسِ سردر، و دو پشت‌بغل مزین به خط بنّایی کاشی‌کاری‌شده‌است. سردر غربی با مقرنس گچی ساده در قوس، در انتهای کوچه‌ای بن‌بست قرار دارد و به خیابان حکیم راه می‌یابد و نزدیک به در جورجیر است. سردر شمالی با انواع کاشی‌کاری و آجرکاری و دو سکو در دو طرف، ایوان کوچکی به عرض مدخل با طراحی زیبا، در بالای در ورودی دارد که به حجره‌ای راه می‌یابد. در بالای حجره دو پشت‌بغل و در قوسِ ایوان، مقرنس با پوشش کاشی‌کاری مَعْقَلی دیده می‌شود.

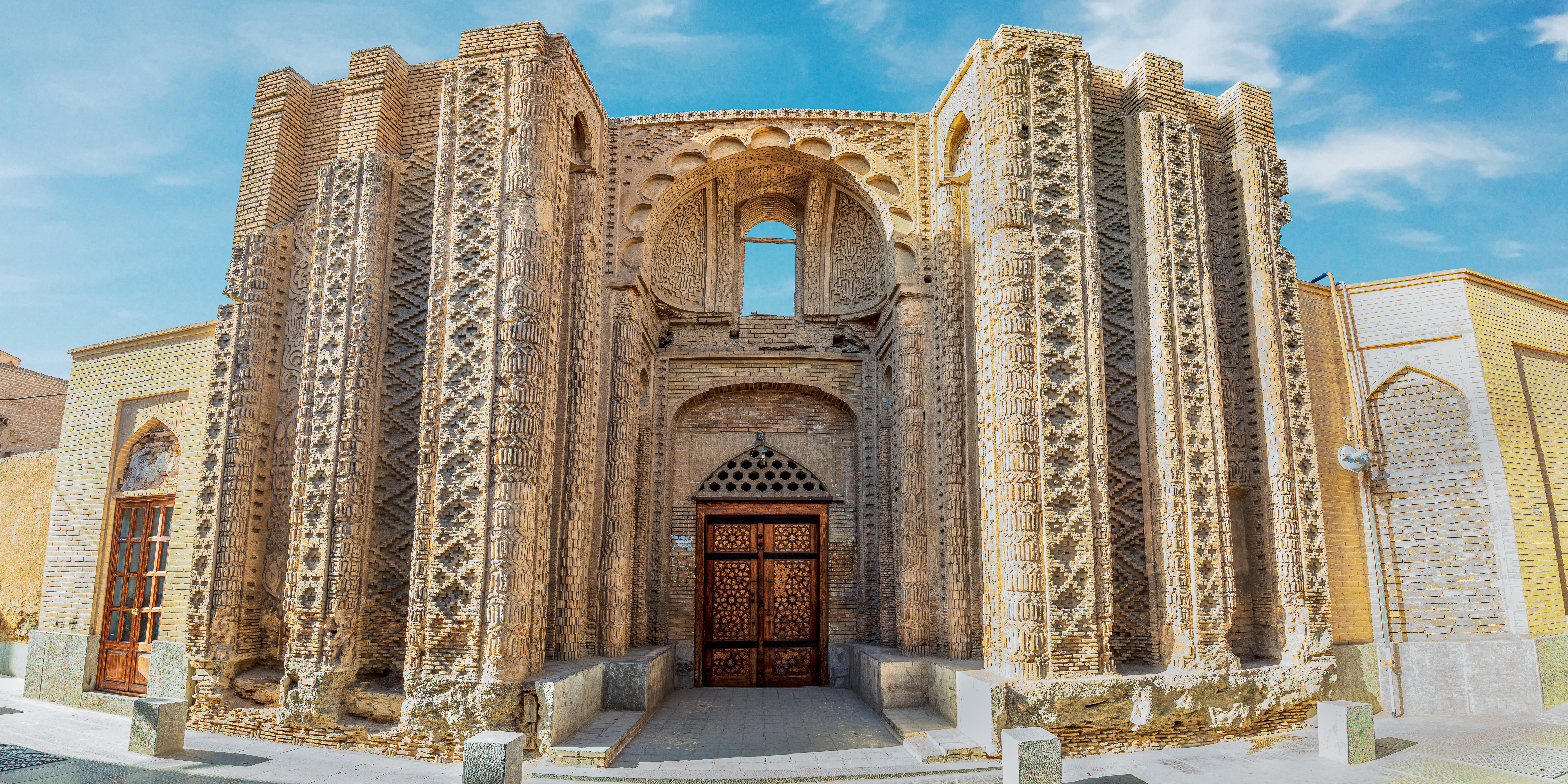
ورودی مسجد جورجیر، شمال غربی مسجد حکیم

### اضلاع و ایوان‌ها
مسجد حکیم، با صحنی به ابعاد تقریبی ۶۱ متر × ۵۳ متر که در هر ضلع آن ایوانی قرار گرفته، دارای حوض سنگی مستطیل شکل و دو مهتابی (سکو) در دو طرف آن است که در جنوب هر دو مهتابی، جایگاهی به طول ۱٫۷۰ متر برای امام جماعت تعبیه شده‌است.

#### ضلع شمالی
ایوان ضلع شمالی به طول ۱۱٫۵ متر و عمق ۹ متر، در حدود ۱۵ سانتیمتر بالاتر از سطح حیاط قرار دارد. کتیبه‌ای کاشی‌کاری، شامل اشعاری در وصف مسجد، در وسط ایوان دیده می‌شود. اِزارهٔ این ایوان تا ارتفاع ۱٫۲۰ متر با کاشی‌های معقلی پوشیده شده‌است. در وسط دیوار غربی، راهرویی به عرض ۳٫۳ متر دیده می‌شود که راه دستیابی به مدخل شمالی مسجد است و اکنون با دیوار آجری مشبک پوشانده شده‌است. در بخش فوقانی راهروها، دو ایوان کوچک جلو حجره‌ها قرار دارد. کتیبه‌ای به خط ثلث، از محمدرضا امامی، با زمینه لاجوردی در سه جانب ایوان کار شده‌است. این کتیبه به همراه پوشش سقف، که کلمه علی را با خط بنّایی از ترکیب آجر و کاشی فیروزه شکل داده، به این ایوان جلوه‌ای خاص بخشیده‌است. در دو طرف ایوان، ایوانی کوچک‌تر با تزیینات مشابه بنا گردیده و هر کدام از این ایوان‌ها در دو طرف خود طاق‌نمایی به عرض سه متر دارند.

#### ضلع جنوبی
جبهه جنوبی صحن و نیز ایوان، مشابه ضلع شمالی است و فقط در تزیینات، متفاوت به نظر می‌رسند، از جمله در مقرنسی که در دل رسمی‌بندی بالای ایوان ساخته شده‌است.

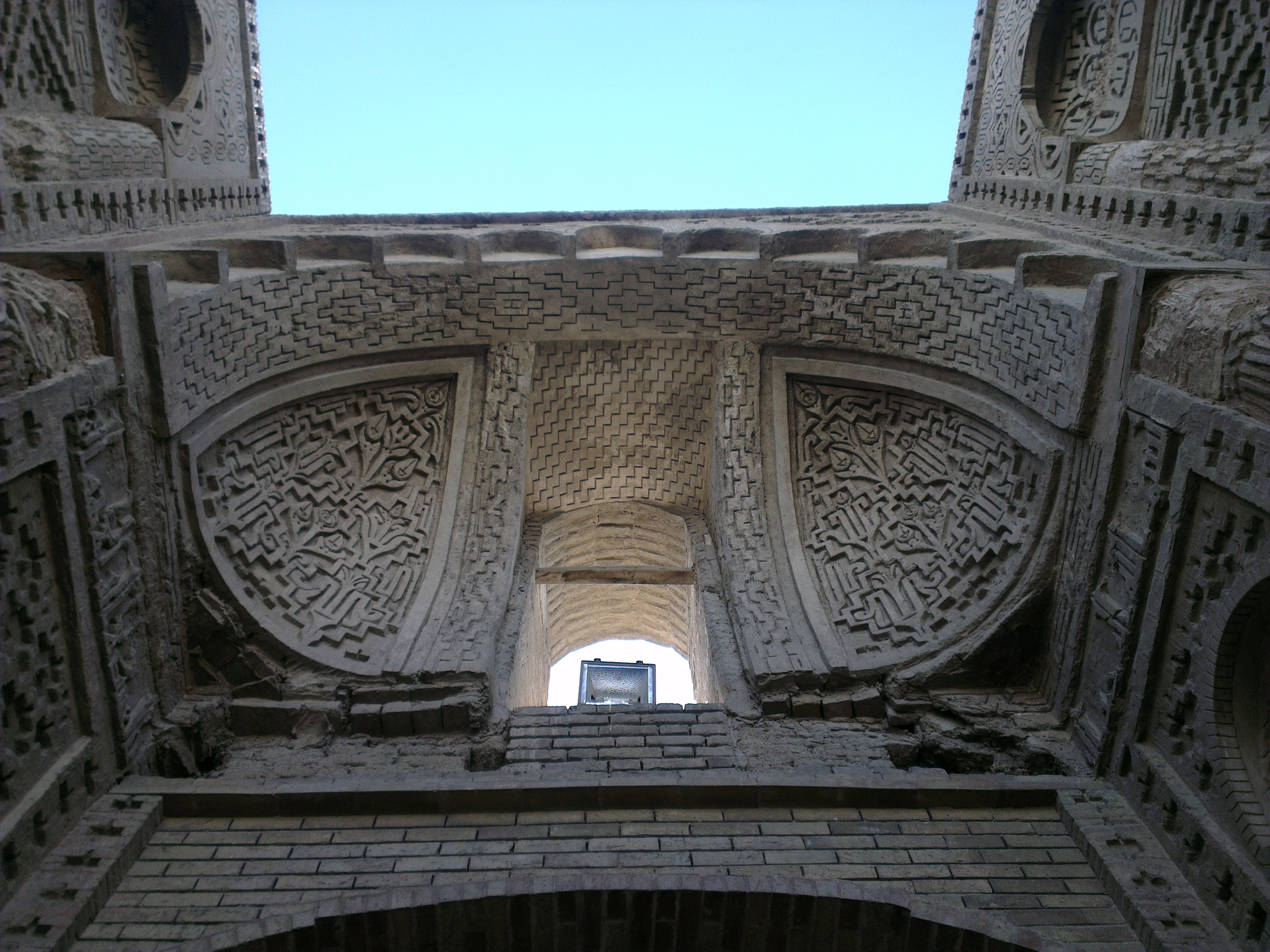
سردر ورودی مسجد جورجیر در شمال غربی مسجد حکیم

#### ضلع شرقی و غربی
جانب شرقی و غربی صحن همانند است، مشتمل بر ایوانی به عرض حدود هشت متر و در هر طرف ایوان ابتدا یک طاق‌نما و سپس سه ایوان کوچک‌تر، با عرض نزدیک به پنج متر، قرار دارد. دو طاق‌نمای کوچک نیز در ابتدا و انتهای هر ضلع دیده می‌شود که از داخل آن‌ها می‌توان به حجره‌های بالای آن‌ها دسترسی یافت. در طبقه بالای دو ضلع شرقی و غربی، برای زیباسازی اطراف صحن، طاق‌نماهایی ساخته شده‌است که هیچ‌گونه بنایی در پشت آن‌ها وجود ندارد، به‌طوری‌که هوا از میان آن‌ها جریان می‌یابد. بدین‌ترتیب، در هر طرف ایوان‌های شرقی و غربی شش طاق‌نما قرار گرفته‌است.

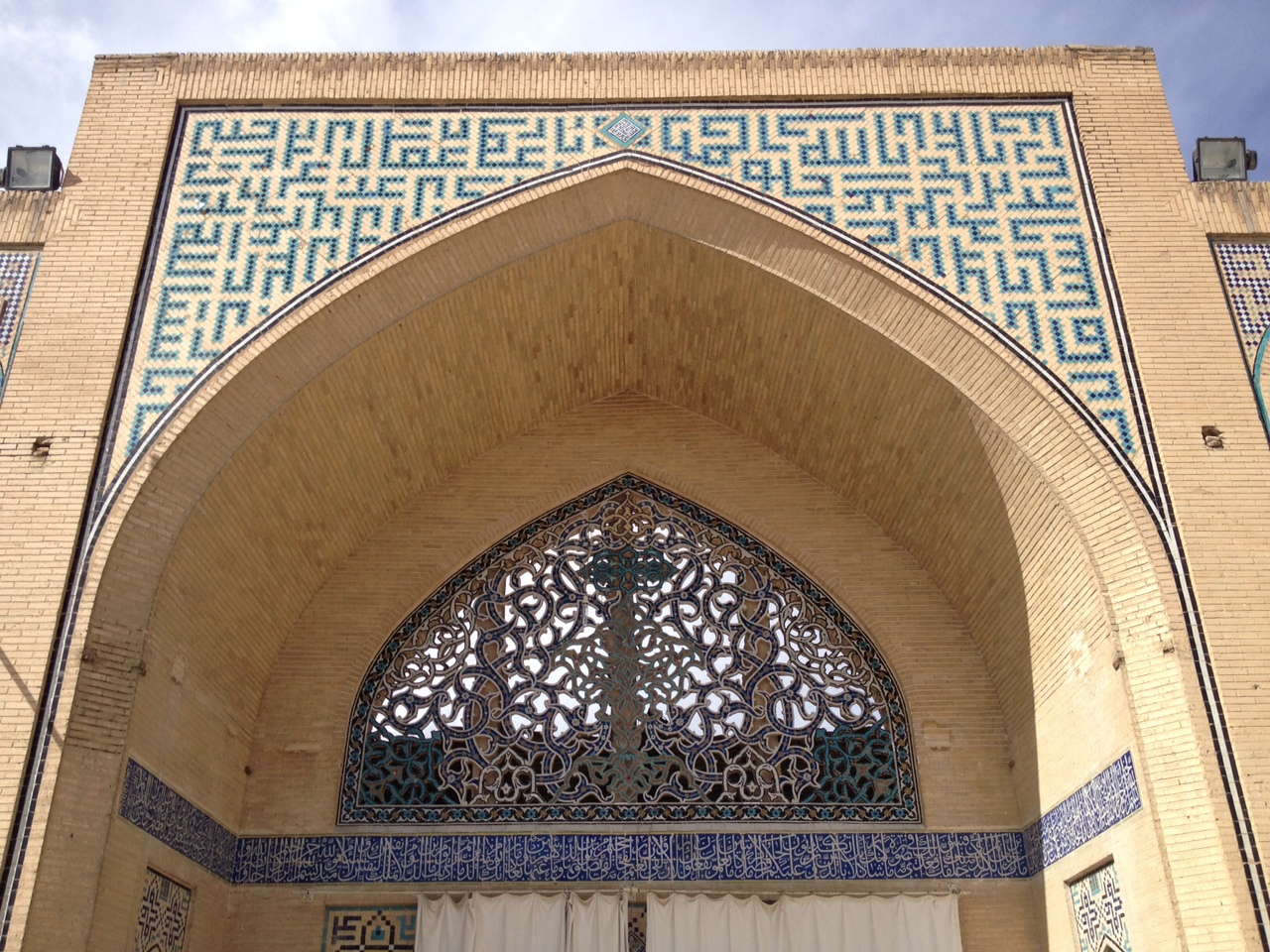
ایوان غربی

ایوان شرقی به شکل بدیعی دارای شاه‌نشینی است که طول فرورفتگی آن حدود ۵٫۵ متر و دارای قوسی است و روی آن ایوانکی (بالکنی) تعبیه کرده‌اند که حجره‌های دو طرف بدان راه دارند. تزیینات کاشی‌کاری این ایوان در پشت‌بغل‌ها با نقش هشت و چهار سُلی معقلی و نیز کتیبه سرتاسری، مشاهده می‌شود. ایوان غربی نیز با دارا بودن یک شبکه کاشی‌کاری معرق با نقش اسلیمی، در دیوار مقابل ایوان طراحی شده‌است.

### شبستان‌ها و محراب‌ها
مسجد حکیم دارای چهار شبستان و محراب است که شبستان اصلی یا شبستانِ زیر گنبد آن، در پشت ایوان جنوبی واقع شده و به شکل مربعی به ضلع ۱۱٫۵ متر است. ازاره دیوارها تا ارتفاع ۱٫۳۰ متر از نقوش متنوع با آجر و کاشی مزین شده‌اند. همچنین طاق‌نماهایی با تزیینات مشابه با خط بنّایی کار شده‌است، شامل کلمات «علی»، «یا حنّان»، یا «یا منّان» و غیره. سقف گنبد نیز با نقش هشت و زُهره معقلی طراحی شده‌است و در زیر آن کتیبه دیگری از محمدرضا امامی دیده می‌شود.
بزرگ‌ترین و زیباترین محراب مسجد در این شبستان قرار دارد. این محراب، با عرض تقریبی ۶٫۵ متر، هم‌عرض ایوان جنوبی است. ازاره محراب، به ارتفاع ۱٫۳۰ متر، از سنگ مرمر است و نبش دیوار داخلی و خارجی محراب با کاشی‌پیچ فیروزه‌ای پوشیده شده‌است. کتیبه‌ای از آیات قرآن بر لبه خارجی محراب به عرض هشتاد سانتیمتر، بر زمینه کاشی لاجوردی کار شده و بر زیبایی محراب افزوده‌است.

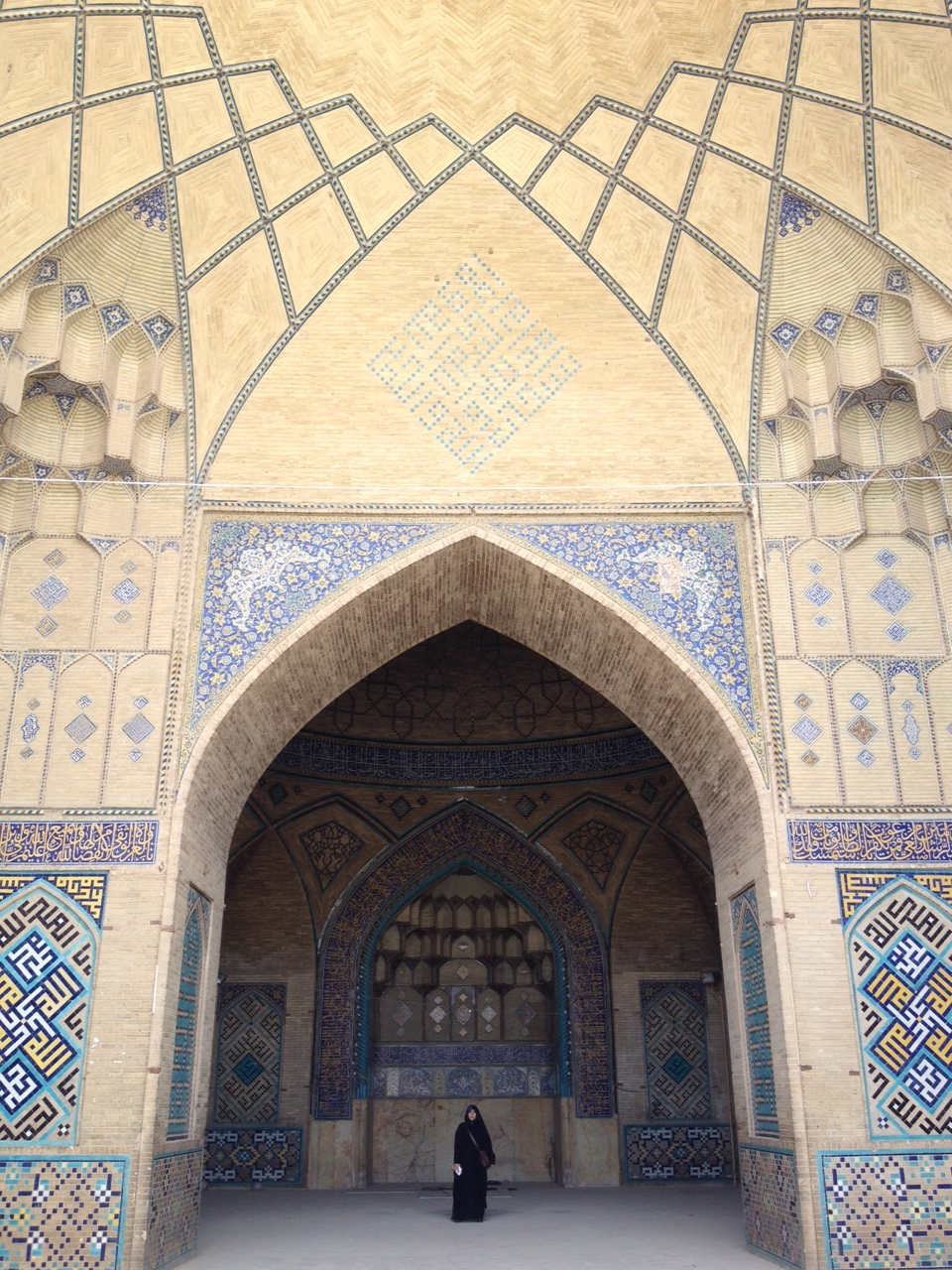
ایوان جنوبی

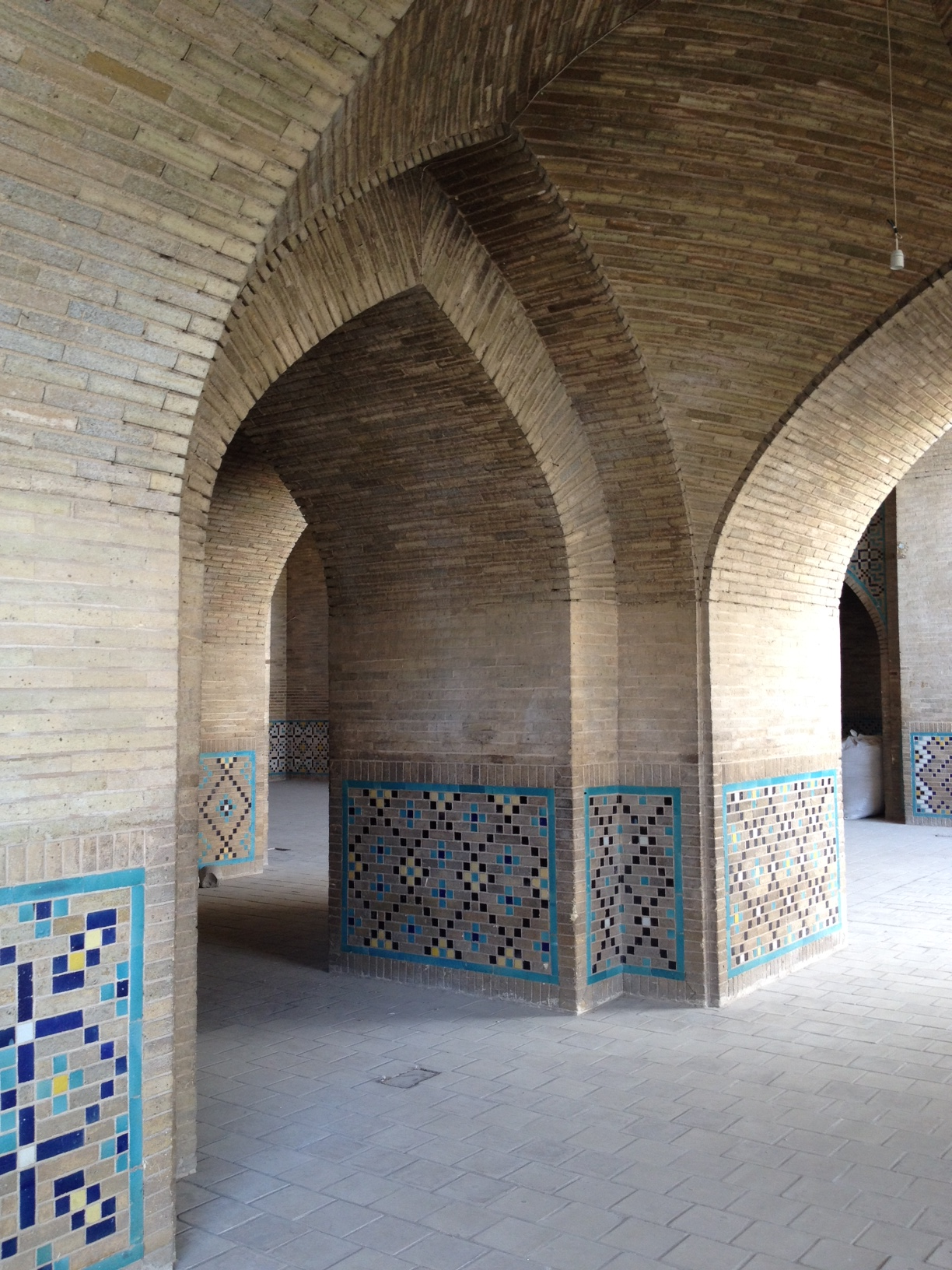
شبستان جنوبی

در دو طرف شبستان زیر گنبد، دو شبستان به ابعاد ۲۲ متر × ۷٫۵ متر وجود دارد. در جانب شرقی و غربی این شبستان‌ها ورودی‌هایی به راهروهای اطراف شبستان جای گرفته‌اند. ازاره‌ها دارای تزیینات آجر و کاشی‌اند، به‌طوری‌که در شبستان جنوب‌غربی این تزیینات به شکل حصیرِ بافته‌ای که مربعهایی از کاشی را در میان خود دارند، دیده می‌شود. نقاط دیگر، مانند طاق‌نماها، پشت‌بغل‌ها و سقف شبستانها، نیز پوشیده از سطوح تزیینی مشابه دیگر جاهای مسجد است. محراب‌های این دو شبستان کوچک‌ترند. محراب شبستان شرقی به شکل نیم‌هشتی است و کتیبه‌ای کاشی‌کاری در لبه پخِ محراب کار شده‌است. پشت‌بغل‌ها نیز تزیینات کاشی‌کاری دارند و سقف محراب با مقرنس‌کاری آجری شکل گرفته‌است. محراب شبستان غربی، طراحی ساده‌تری دارد.
شبستان دیگری معروف به شبستان زمستانی در ضلع غربی مسجد قرار دارد و دارای دو بخش زنانه و مردانه است. سقف شبستان مردانه خیمه‌ای و ازاره آن مزین به کاشی‌کاری با نقش هشت و صابونک است. شبستان زنانه دارای سیزده ستون با سقف‌های چهاربخشی است. وسط هر سقف سوراخی با درپوشی از سنگ مرمر، برای حفظ گرمای داخل شبستان و جذب نور، دارد. در دیوار جنوبی شبستانِ مردانه، محرابی به شکل یک نیم هشت ضلعی منتظم پوشیده از کاشی‌کاری و کتیبه در نیمه بالایی آن است. روی پشت بام شبستان زنانه یک مهتابی و محرابی برای نمازگزاران در فصل تابستان پیش‌بینی شده‌است.

### حوض
در ضلع شمال‌غربی مسجد، نزدیک درِ دیلمیان، حوض‌خانه‌ای به ابعاد ۸٫۸۰ متر ×۷٫۷۰ متر قرار دارد. اطراف حوض‌خانه از طاق‌نماهایی تشکیل شده و طاق‌نمای جنوبی شاه‌نشین است. قسمتی از روشنایی این فضا از شبکه‌های شش ضلعی منظم بالای دیوارها تأمین می‌شود. کف طاق‌نماها در حدود پنجاه سانتیمتر از کف حوض‌خانه بلندتر است تا در موقع وضو گرفتن بتوان روی آن نشست و هم محلی برای قرار دادن لباس‌های اضافی باشد. در وسط حوض‌خانه حوضی به‌طول چهار متر و عرض سه متر تعبیه شده‌است. در وسط حوض فواره‌ای است که آب را از منبع مادر چاه به اینجا منتقل می‌کند. هر چند که شیرهای آب لوله‌کشی نیز در اطراف حوض نصب شده‌اند. این حوض‌خانه از نظر ساخت رسمی‌بندی زیبایی که در زیر کاسهٔ سقف و بر چهار ستون کلاف‌کشی‌شدهٔ اطراف حوض قرار گرفته، شیوهٔ جالب‌توجهی از سقف‌سازی است. این حوض‌خانه نمونه‌ای است که در مساجد مشابه آن کمتر طراحی شده‌است.

### ساعت‌های آفتابی

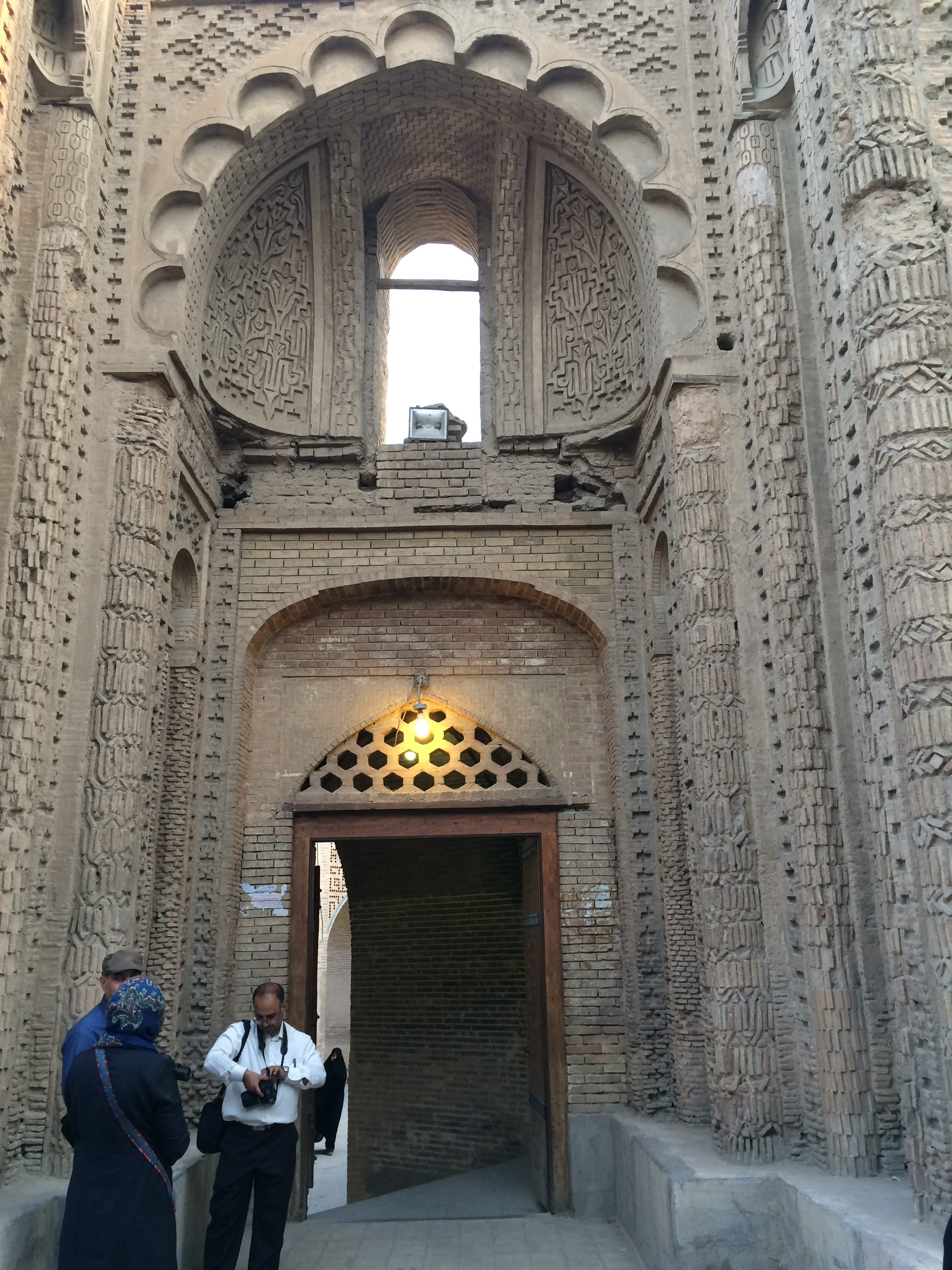

از دیگر ویژگی‌های این مسجد، دو ساعت آفتابی است که یکی در زاویهٔ شمال‌غربی مسجد و دیگری در بالای ایوان شمال‌غربی نصب شده‌اند.

## معمار، کاشی‌کار و کتیبه‌نگار
براساس کتیبه‌های مسجد، از معماران این بنا محمدعلی بن استاد علی‌بیک بنّا اصفهانی، از کارشی‌کاران آن میرزامحمد کاشی‌پز، و کتیبه‌نگار آن خوشنویس نام‌آور عهد صفوی، محمدرضا امامی بوده‌اند. نام خوشنویس دیگری به نام محمدباقر شیرازی نیز در یکی از کتیبه‌ها دیده می‌شود.
این مسجد موقوفات بسیاری دارد که بخشی از آن‌ها از بین رفته و بخشی شامل تعدادی از دکان‌های اطراف مسجد و مغازه‌های بازارهای اصفهان است.

## بازسازی و نوسازی
در ۱۳۱۸ه‍.خ قسمتی از سردرِ شمال‌غربی، یا سردرِ مسجد دورهٔ دیلمیان، از زیر خاک نمایان شد و در ۱۳۳۵ه‍.خ کاهگل آن کاملاً زدوده گردید. این مسجد در دههٔ سی هجری خورشیدی و نیز در دهه‌های اخیر، به همت سازمان میراث فرهنگی و همچنین امام جماعت مسجد احمد کلباسی اشتری، مرمت شده‌است.

## ثبت در آثار ملی
این بنا در ۱۳۱۳ه‍.خ به شمارهٔ ۲۲۳ به ثبت آثار ملی رسید.